# 화석수
화석수(Fossil water)는 몇 천 년 동안 교란되지 않은 공간인 일반적으로 대수층의 지하수에 포함된 고대 수역이다. 다른 유형의 화석수로는 남극 대륙의 보스토크 호수와 같은 빙하 아래 호수와 다른 행성의 화석수가 포함될 수 있다.
물이 침투한 이후의 시간을 알기 위해서는 일반적으로 동위원소 서명 분석을 통해 이루어진다. "화석" 상태를 결정하는 것(특정 물이 먼 과거 이후로 특정 공간을 차지했는지 여부)은 상당한 불확실성을 포함할 수 있는 대수층의 흐름, 재충전 및 손실을 모델링하는 것과 관련된다. 일부 대수층은 수백 미터 깊이에 광대한 땅 밑에 깔려 있다. 해당 분야의 연구 기술이 빠르게 발전하고 있으며 과학적 지식 기반이 성장하고 있다. 많은 대수층의 경우, 물의 나이와 대수층 내부의 물의 변동에 대한 연구가 부족하거나 논쟁의 여지가 있다.

## 일반 지질학
대부분의 화석 지하수는 홀로세 와 홍적세 (10,000~40,000년 전)에 원래 침투한 것으로 추정된다. 일부 화석 지하수는 마지막 최대 빙하기 이후 시간에 얼음이 녹는 것과 관련이 있다. 지하수의 연대 측정은 트리티움(3
H)을 포함한 특정 안정 동위원소의 측정 농도에 의존하는데, 트리티움(3
H)와 중산소(18
O의 농도를지질학적 과거의 알려진 농도와 값을 비교한다.

## 같이 보기
- 물 부족
- 수질 오염